# Ester Simonetti
Ester Simonetti (n. 1975) es una botánica y profesora argentina. Obtuvo su licenciatura en Ciencias biológicas, en la Facultad de Ciencias Exactas y Naturales, de la UBA. Es investigadora del CONICET, y fue becaria de la Comisión de Investigaciones Científicas (CIC), de la provincia de Buenos Aires. Realiza estudios sobre "Control biológico de enfermedades fúngicas en plantas de interés agrícola", en la Facultad de Agronomía, de la UBA.

## Algunas publicaciones
- ester Simonetti. 2007. Characterization of endosperm proteins and bread-making quality in wheat breeding lines carrying resistance genes for Mayetiola destructor and/or Heterodera avenae. Ann Wheat Newslet 54: 140-141

- Andrea m. Sanso, ester Simonetti, cecilia c. Xifreda. 2003. Nuevas citas de Viola (Violaceae) para el noroeste argentino. Darwiniana 41 (1-4 ): 87-91

## Honores
Miembro
- Sociedad Argentina de Botánica

- La abreviatura «Simonetti» se emplea para indicar a Ester Simonetti como autoridad en la descripción y clasificación científica de los vegetales.[2]